# Nazionale maschile di hockey su slittino del Canada
La Nazionale di hockey su slittino del Canada è la rappresentativa nazionale canadese maschile di hockey su slittino.

## Storia
Dalla nascita nel 1993, e fino al 2003, è stata membro associato di Hockey Canada, entrandovi a pieno titolo dal 2004.